# Sokołowo (rejon totiemski)
Sokołowo (ros. Соколово) – wieś w Rosji, w rejonie totiemskim obwodu wołogodzkiego. W 2021 r. była niezamieszkana.